# Amiranty

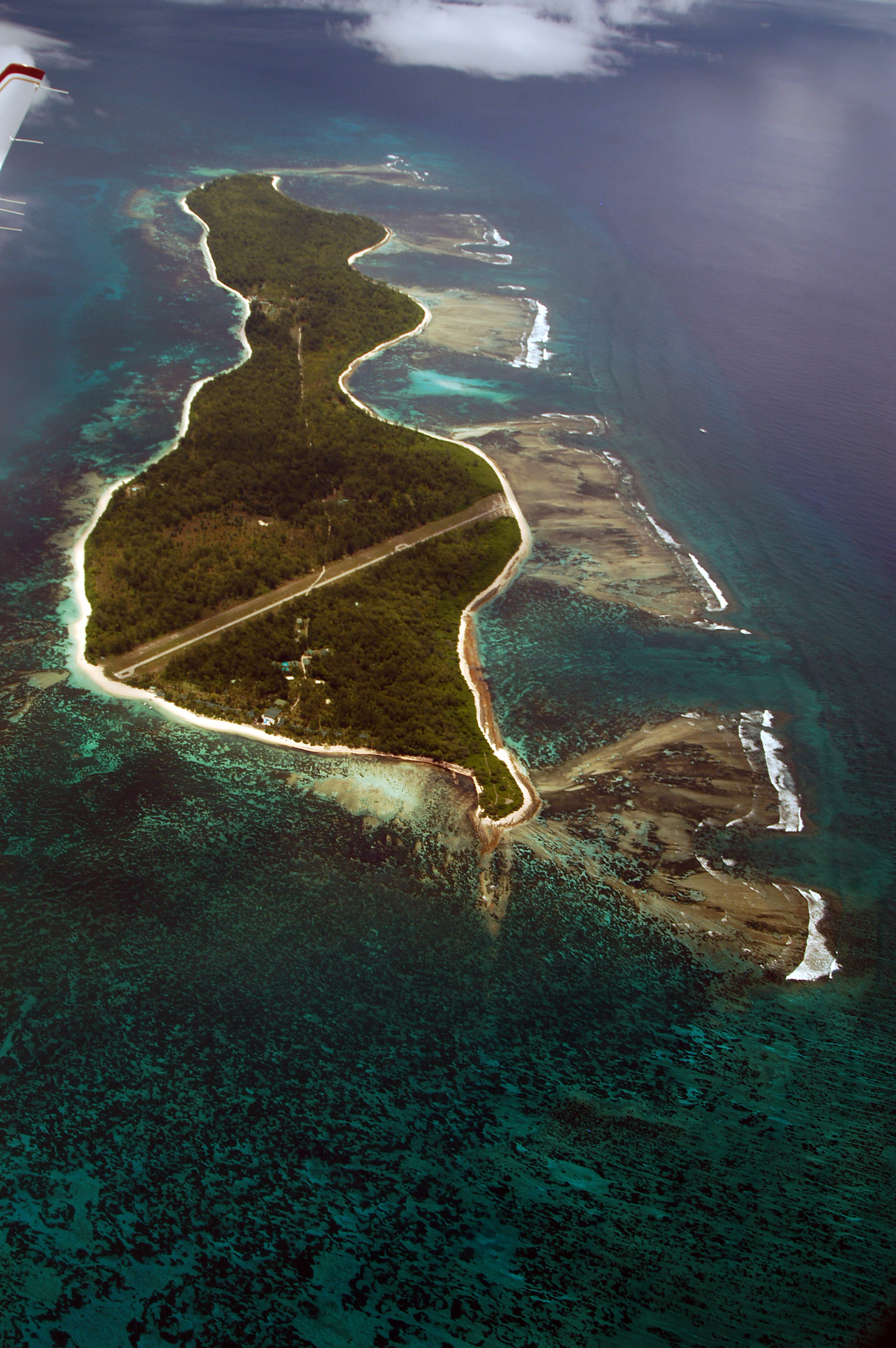
Pohled na ostrov Desroches

Amiranty je korálové souostroví v Indickém oceánu, které patří republice Seychely. Řetěz drobných ostrovů je dlouhý 155 km a nachází se na jihozápad od největšího ostrova Seychel Mahé.

## Seznam ostrovů
- Lady Denison-Pender Shoal
- African Banks
- Remire Reef
- Remire Island
- D'Arros Island
- Saint Joseph Atoll
- Bertaut Reef
- Île Desroches
- Poivre Islands
- Étoile Cay
- Boudeuse Cay
- Marie Louise Island
- Île Desnœufs

Alphonse Group, ležící devadesát km jižněji, se navzdory vnější podobnosti k Amirantám obvykle nepočítá, protože neleží na stejné podmořské platformě.
Celková rozloha Amirant je 9, 91 km², ostrovy mají asi 100 stálých obyvatel: většina žije na hlavním ostrově Desroches, obydlené jsou ještě D'Arros, Saint Joseph, Poivre a Marie Louise. Nízké písečné ostrovy strádající nedostatkem pitně vody by víc lidí ani neuživily. Podnebí je rovníkové, pěstují se kokosové palmy, zdrojem potravy jsou také mořské ryby a želvy.

## Historie
Ostrovy objevil roku 1502 Vasco da Gama a nazval je podle svého titulu Almirante (admirál). Od roku 1756 patřily Francii, v roce 1814 přešly v důsledku Pařížského míru pod britskou správu, od roku 1976 jsou součástí samostatných Seychel.
Amiranty patří k tzv. Vnějším ostrovům (seychelsky Zil Elwannyen Sesel), které kvůli rozptýlenému a početně zanedbatelnému osídlení nejsou součástí žádného z 25 seychelských okresů.
Poklidný život na Amirantách popisuje Eric Herne v knize Ostrovy, lidé a strašidla (česky Odeon 1975).